# كورت كريمر
كورت كريمر (بالألمانية: Kurt Kremer)‏ هو فيزيائي وأستاذ جامعي ألماني، ولد في 17 يونيو 1956 في Kapellensüng ‏ في ألمانيا.